# Lundergård Idræts- og Ungdomsforening
Lundergård Idræts- og Ungdomsforening (LIUF) er en sportsklub i Hjørring by. Denne sportsklub ligger i bydelen Lundergård ( lige ved siden af Lundergårdskolen ). De sportsgrene de har hold til er fodbold, håndbold, badminton, løb, volleyball, petanque og kidsvolley.

## Ekstern henvisning
- Lundergård Idræts- og Ungdomsforenings hjemmeside Arkiveret 24. september 2006 hos  Wayback Machine